# Lepa Radić
Lepa Svetozara Radić (Alfabeto cirílico serbio: Лепа Светозара Радић); (Gašnica, Reino de Yugoslavia, 19 de diciembre de 1925-Bosanska Krupa, NDH, 8 de febrero de 1943) fue una serbobosnia, miembro de los Partisanos yugoslavos durante la Segunda Guerra Mundial en Yugoslavia, que recibió póstumamente la Orden de los Héroes del Pueblo el 20 de diciembre de 1951, por su papel en el movimiento de resistencia contra las potencias del Eje. Este hecho la convirtió en el destinatario más joven hasta el momento.
Fue ahorcada en febrero de 1943 a la edad de 17 años, por disparar contra las tropas alemanas durante la Segunda Guerra Mundial. Mientras sus captores le ataban la soga al cuello, le ofrecieron una salida de la horca, si revelaba las identidades de sus camaradas y líderes. Ella respondió: «no soy una traidora. Sabrán sus identidades cuando ellos vengan a vengar mi muerte».

## Primeros años

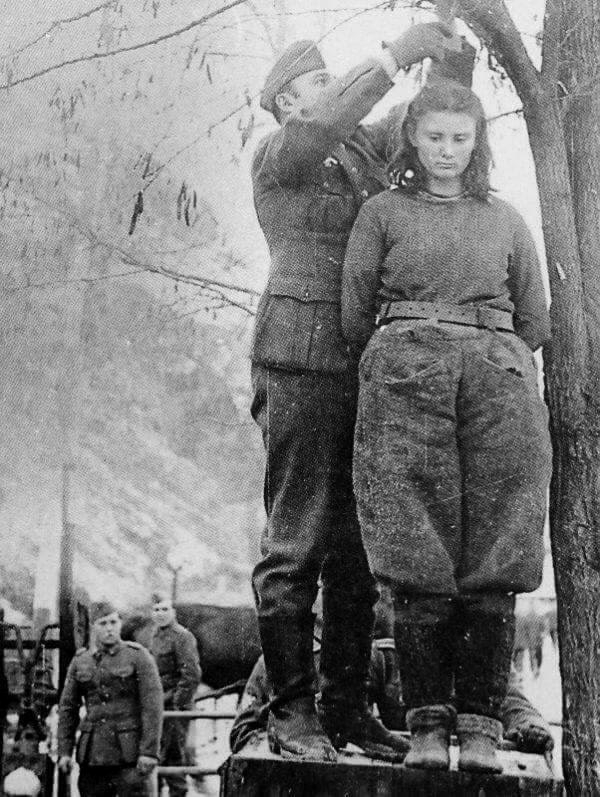
Radić en la horca momento antes de ser asesinada.

Radić nació el 19 de diciembre de 1925 en la aldea de Gašnica cerca de Gradiška. Después de graduarse de la escuela primaria en la cercana Bistrica, asistió al primer grado de la Escuela de Artesanías Femeninas en Bosanska Krupa y completó las calificaciones restantes en la escuela en Bosanska Gradiška.
Como alumna, Lepa enfatizó el trabajo duro, la seriedad y también le interesó leer literatura avanzada. Desarrolló sus puestos principales bajo la fuerte influencia de su tío Vladeta Radić, quien estuvo involucrado en el movimiento obrero.
Empezando por hacerse miembro de la Liga de Juventudes Comunistas de Yugoslavia (SKOJ), finalmente se unió al Partido Comunista de Yugoslavia en 1941 a la edad de 15 años.

## Últimos años y muerte

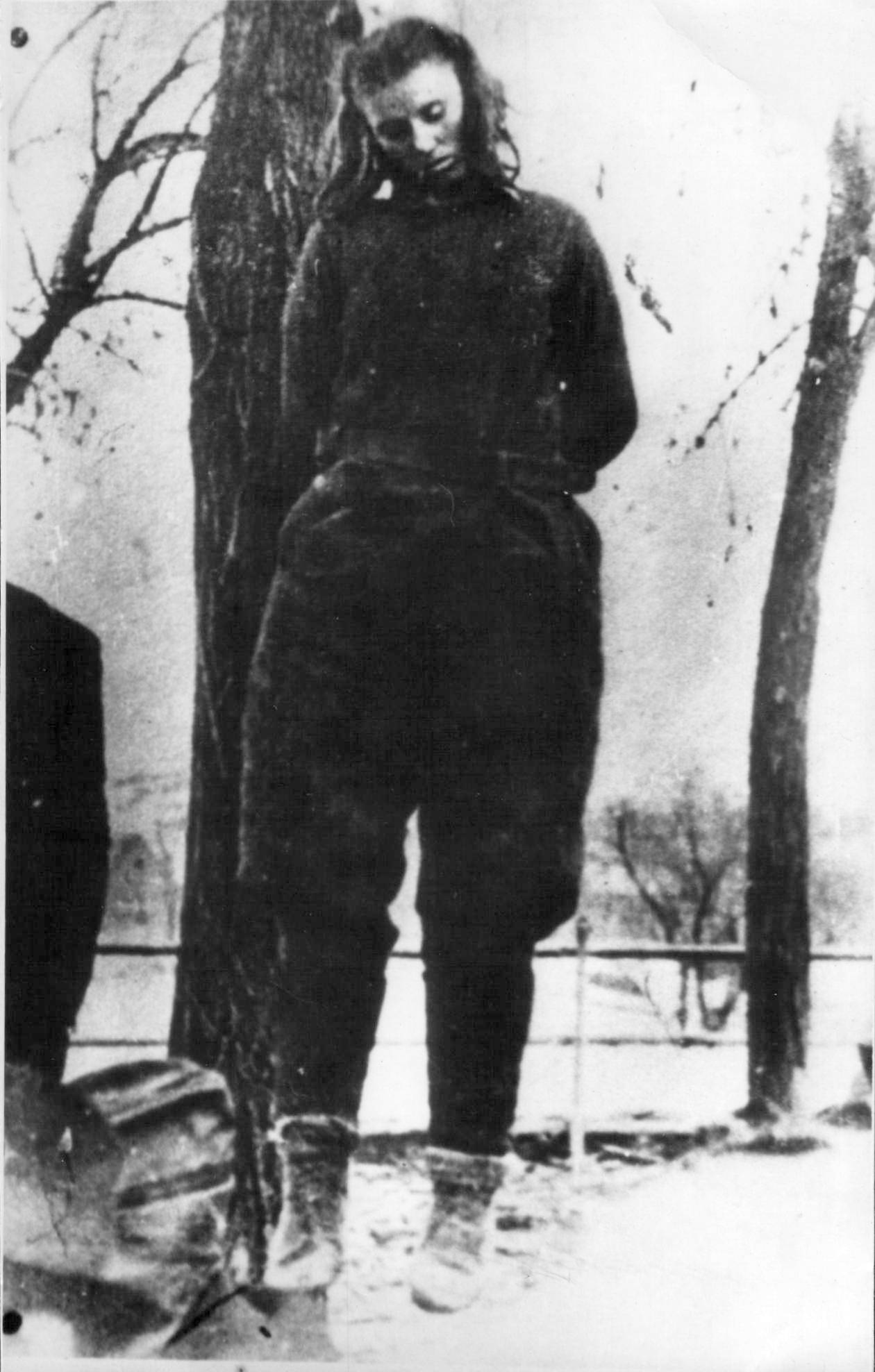
Cadáver de Lepa Radić en Bosanska Krupa, en febrero de 1943, cuando tenía 17 años, tras negarse a delatar a sus camaradas pese a las torturas sufridas.

El 10 de abril de 1941, después de la exitosa invasión de Yugoslavia, las potencias del Eje establecieron el Estado Independiente de Croacia, que incluía Bosanska Gradiška y sus alrededores.
En noviembre de 1941, Lepa Radić y otros miembros de la familia fueron arrestados por el Ustaše, pero con la ayuda de partisanos encubiertos, ella, junto con su hermana Dara, lograron escapar de la prisión el 23 de diciembre de 1941.
En febrero de 1943, Lepa Radić se encargó de transportar a los heridos en la batalla de Neretva a un refugio en Grmech. Durante la lucha contra la 7.ª División de Montaña SS Prinz Eugen fue capturada y trasladada a Bosanska Krupa donde, después de ser torturada durante varios días en un intento de extraer información, fue sentenciada a muerte por ahorcamiento.
Con la soga al cuello, gritó: «¡Viva el Partido Comunista, y los partisanos! ¡Luchen, gente, por su libertad! ¡No se rindan ante los malvados! ¡Seré asesinada, pero hay quienes me vengarán!». En sus últimos momentos en el cadalso, los alemanes ofrecieron perdonarle la vida a cambio de los nombres de los líderes y miembros del Partido Comunista en el refugio, pero ella rechazó su oferta con las palabras: «No soy traidora de mi gente. Aquellos por quienes preguntas se revelarán cuando hayan logrado borrar a todos los malhechores, al último hombre». Lepa Radić tenía 17 años cuando fue asesinada públicamente.

## Legado

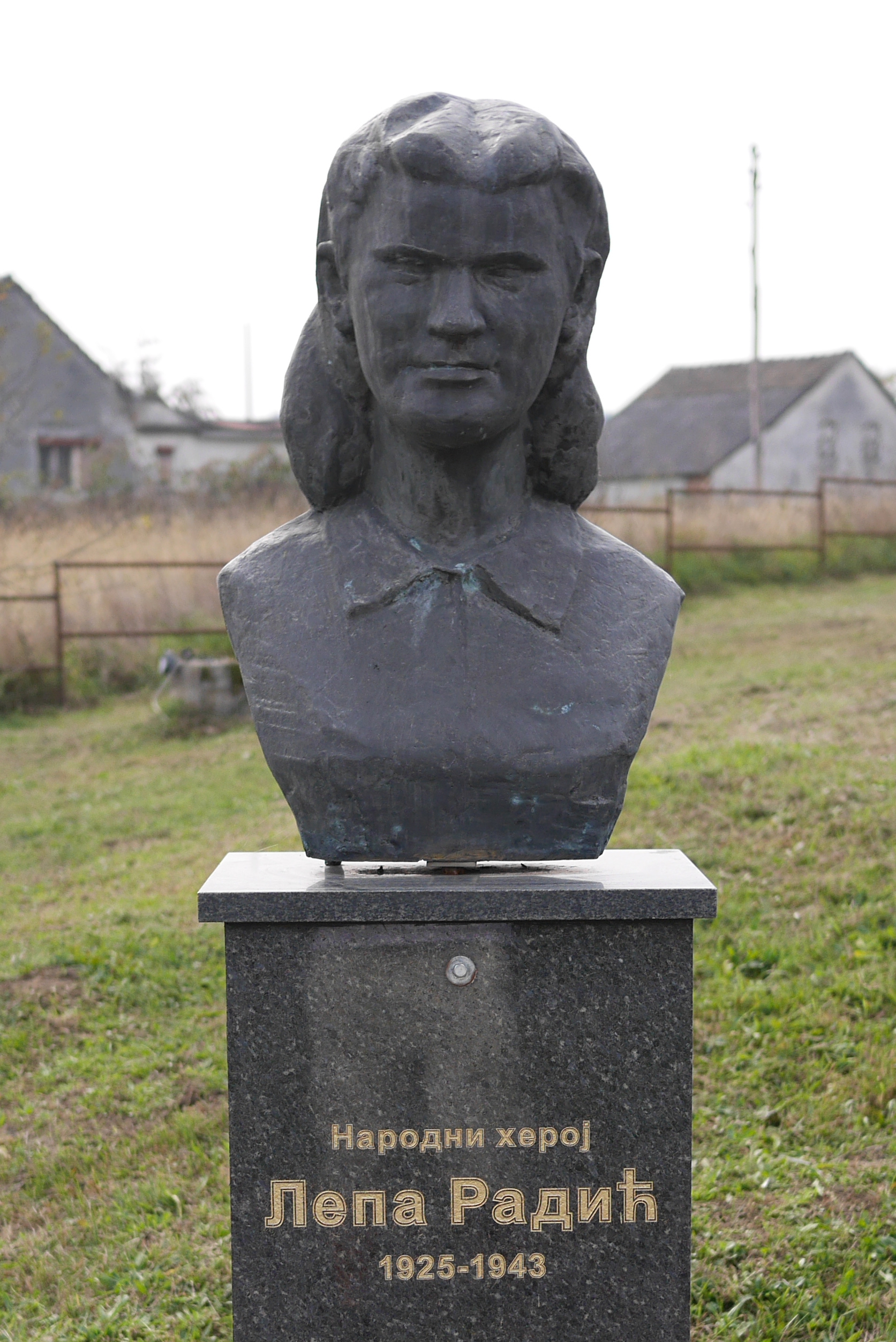
Busto de Lepa Radić en Kamniška Bistrica, Eslovenia.

Por decreto del Presidium de la Asamblea Nacional de la República Federativa Popular de Yugoslavia, Lepa Radić fue proclamada póstumamente como Héroe del Pueblo de Yugoslavia, el 20 de diciembre de 1951 por su «heroísmo excepcional e incomparable en la lucha contra los enemigos del pueblo». El mismo día, catorce partisanos caídos más fueron proclamados Héroes del Pueblo, entre ellos Vahida Maglajlić de Banja Luka y Ravijojla Janković de Ilidža.
En mayo de 1945, se encontraron fotografías del ahorcamiento de Lepa Radić en el cuerpo de un soldado alemán fallecido durante la liberación de Zagreb. Inicialmente, se desconocía la identidad de la partisana ahorcada, pero al ser copiada y distribuida a museos, Lepa fue reconocida en ella por uno de sus familiares.
Como una de las heroínas nacionales más jóvenes, Lepa se convirtió en un símbolo de la resistencia de la juventud yugoslava. Calles, escuelas primarias, brigadas de trabajo juvenil, destacamentos de pioneros, etc., recibieron su nombre. En Bosanska Krupa, en el lugar donde fue ahorcada, se erigió un pequeño monumento conmemorativo, y una calle y una escuela primaria de esta ciudad recibieron su nombre. En septiembre de 1973, a propuesta de la Federación de Asociaciones de Veteranos de la Guerra de Liberación Nacional y la Federación de Juventudes Socialistas de Yugoslavia, se erigieron ocho bustos de pioneros y jóvenes caídos en la Guerra de Liberación Nacional, uno por cada república y provincia. En este espacio, llamado el Callejón de la Juventud Intrépida, se erigió, entre otros, un busto de Lepa Radić, obra de Ljuboj Čabarkapa.
En el parque conmemorativo de Sloboda en Gradiška, se encuentran los bustos de tres héroes nacionales nacidos en el municipio de Gradiška: Enver Šiljko, Stevan Dukić y Lepa Radić. También existen calles y escuelas que llevan su nombre en Gradiška, Prijedor, Laktaši y Futog.

### Otras lecturas
- Bjelić, Krste; Svirčić, Zdenko (1980). Heroine Jugoslavije [Heroínas de Yugoslavia] (en croata). Zagreb: Spektar. OCLC 439136119.